# Chronologie du parfum
Ceci est une chronologie du parfum. 
Avant 1900 - 1900 - 1910 - 1920 - 1930 - 1940 - 1950 - 1960 - 1970 - 1980 - 1990 - 2000

## Années 1900
- 1900 en parfumerie
- 1901 en parfumerie
- 1902 en parfumerie
- 1903 en parfumerie
- 1904 en parfumerie
- 1905 en parfumerie
- 1906 en parfumerie
- 1907 en parfumerie
- 1908 en parfumerie
- 1909 en parfumerie

## Années 1910
- 1910 en parfumerie
- 1911 en parfumerie
- 1912 en parfumerie
- 1913 en parfumerie
- 1914 en parfumerie
- 1915 en parfumerie
- 1916 en parfumerie
- 1917 en parfumerie
- 1918 en parfumerie
- 1919 en parfumerie

## Années 1920
- 1920 en parfumerie
- 1921 en parfumerie
- 1922 en parfumerie
- 1923 en parfumerie
- 1924 en parfumerie
- 1925 en parfumerie
- 1926 en parfumerie
- 1927 en parfumerie
- 1928 en parfumerie
- 1929 en parfumerie

## Années 1930
- 1930 en parfumerie
- 1931 en parfumerie
- 1932 en parfumerie
- 1933 en parfumerie
- 1934 en parfumerie
- 1935 en parfumerie
- 1936 en parfumerie
- 1937 en parfumerie
- 1938 en parfumerie
- 1939 en parfumerie

## Années 1940
- 1940 en parfumerie
- 1941 en parfumerie
- 1942 en parfumerie
- 1943 en parfumerie
- 1944 en parfumerie
- 1945 en parfumerie
- 1946 en parfumerie
- 1947 en parfumerie
- 1948 en parfumerie
- 1949 en parfumerie

## Années 1950
- 1950 en parfumerie
- 1951 en parfumerie
- 1952 en parfumerie
- 1953 en parfumerie
- 1954 en parfumerie
- 1955 en parfumerie
- 1956 en parfumerie
- 1957 en parfumerie
- 1958 en parfumerie
- 1959 en parfumerie

## Années 1960
- 1960 en parfumerie
- 1961 en parfumerie
- 1962 en parfumerie
- 1963 en parfumerie
- 1964 en parfumerie
- 1965 en parfumerie
- 1966 en parfumerie
- 1967 en parfumerie
- 1968 en parfumerie
- 1969 en parfumerie

## Années 1970
- 1970 en parfumerie
- 1971 en parfumerie
- 1972 en parfumerie
- 1973 en parfumerie
- 1974 en parfumerie
- 1975 en parfumerie
- 1976 en parfumerie
- 1977 en parfumerie
- 1978 en parfumerie
- 1979 en parfumerie

## Années 1980
- 1980 en parfumerie
- 1981 en parfumerie
- 1982 en parfumerie
- 1983 en parfumerie
- 1984 en parfumerie
- 1985 en parfumerie
- 1986 en parfumerie
- 1987 en parfumerie
- 1988 en parfumerie
- 1989 en parfumerie

## Années 1990
- 1990 en parfumerie
- 1991 en parfumerie
- 1992 en parfumerie
- 1993 en parfumerie
- 1994 en parfumerie
- 1995 en parfumerie
- 1996 en parfumerie
- 1997 en parfumerie
- 1998 en parfumerie
- 1999 en parfumerie

## Années 2000
- 2000 en parfumerie
- 2001 en parfumerie
- 2002 en parfumerie
- 2003 en parfumerie
- 2004 en parfumerie
- 2005 en parfumerie
- 2006 en parfumerie
- 2007 en parfumerie
- 2008 en parfumerie
- 2009 en parfumerie

## Années 2010
- 2010 en parfumerie
- 2011 en parfumerie
- 2012 en parfumerie
- 2013 en parfumerie
- 2014 en parfumerie
- 2015 en parfumerie
- 2016 en parfumerie
- 2017 en parfumerie
- 2018 en parfumerie
- 2019 en parfumerie